# Saudade (película)
Saudade es una película ecuatoriana de Juan Carlos Donoso, que se estrenó a inicios de 2014.

## Sinopsis
La historia se centra en el año de 1999, cuando Ecuador atravesaba la peor crisis económica en su historia, y trata de la vida de Miguel, un adolescente de 17 años que vive inmerso en preocupaciones que esta situación aqueja a la familia, con una madre que nunca conoció radicada en Argentina y quien empeora de salud, y un padre que lo deja a merced de su madrastra y hermanastra para acudir en busca de su madre, contando solo con una bicicleta que lo acompaña donde va con nostalgia como lo único que le queda para recordar los buenos momentos que pasó antes de la crisis, recorriendo el Valle de los Chillos y la ciudad de Quito.

## Elenco
- Francisco Baquerizo
- Jessica Barahona
- Joaquín Dávila
- Pía Aguirre

## Producción
La película inició su producción en 2007, mismo año que Donoso ganó los fondos concursables del Consejo Nacional de Cinematografía (CNCINE) en la categoría ficción, y contó con los fondos Ibermedia de 2011, fue rodada durante dos meses de 2012 y tuvo una coproducción con Argentina y Canadá.